# Die Party ist vorbei
Die Party ist vorbei ist ein französisches Filmdrama von Marie Garel-Weiss aus dem Jahr 2017.

## Handlung
Céleste ist 19, schwer drogenabhängig und lebt seit einem Jahr auf der Straße, wenn sie nicht bei Freunden übernachten kann. Eines Tages wird sie von einem Auto angefahren, landet erst in einer Klinik und dann in einer Entzugsklinik, wo sie zeitgleich mit der 26-jährigen Sihem ankommt. Beide werden auf ein Zimmer zugeteilt, das sie sich mit einer weiteren Patientin der Entzugsklinik teilen. Beide tun sich schwer mit dem Alltag in der Klinik, öffnen sich den anderen Patienten kaum und freunden sich darüber immer mehr an. Céleste findet bei Sihem Halt, der man ihren Drogenkonsum nicht ansieht und der der Verlust ihrer ungeborenen Tochter Antrieb gab, ihr Leben zu verändern und clean zu werden. Sihem wiederum lässt sich von Célestes Ungezwungenheit und rebellischem Verhalten mitreißen. Beiden geben sich Halt, geraten darüber jedoch immer wieder mit der Klinikleitung und anderen Patienten in Konflikt. Eines Nachts reißen beide aus, um heimlich Döner zu essen. Ihnen wird das Fahrrad gestohlen, eine Gruppe Studenten nimmt sie mit dem Auto mit und am Ende schläft Sihem mit einem der jungen Männer. Erst am nächsten Tag kehren Sihem und Céleste in die Klinik zurück und werden rausgeworfen.
Über die Sozialarbeiterin Martine erhalten Céleste und Sihem eine gemeinsame Wohnung, für deren Unterhalt jedoch Sihem mit ihrer Arbeit als Verkäuferin in einem Bioladen sorgt. Céleste sieht nicht ein zu arbeiten und genießt das sorglose Leben. Immer häufiger kommt es darüber zu Streit. Eines Abends gehen Céleste und Sihem in einen Club, wo zunächst Céleste und später auch Sihem rückfällig werden und Kokain und später Heroin nehmen. Auch einem Partygast, der mit Céleste geflirtet hat, spritzen sie Heroin. Erst als er kollabiert, erkennen beide, was sie getan haben, und flüchten zurück in ihre Wohnung. Céleste stiehlt Sihem in der Nacht heimlich Geld. Sie merkt es am nächsten Tag und wirft Céleste aus der Wohnung. Die geht, um sich Drogen zu holen, entscheidet sich in letzter Sekunde jedoch dagegen und kehrt zur Wohnung zurück. Sihem jedoch ist zu dem Zeitpunkt bereits ausgezogen. Céleste kriegt die Kurve allein, geht zu Selbsthilfegruppentreffen und beginnt, in einer Gärtnerei zu arbeiten. Sie erhält eine neue Wohnung, die sie sauber hält und nach und nach möbliert. Sie söhnt sich mit ihrer Mutter aus, mit der sie schon immer ein schlechtes Verhältnis hatte. Dennoch vermisst sie Sihem. Eines Tages erfährt sie, dass Sihem obdachlos ist. Sie begibt sich zu ihr und nimmt sie mit in ihre Wohnung. Wenig später gehen beide zum Treffen der Selbsthilfegruppe. Céleste ist seit 89 Tagen clean und wird beklatscht. Sihem ist seit sieben Tagen clean und die Anwesenden bejubeln das.

## Produktion

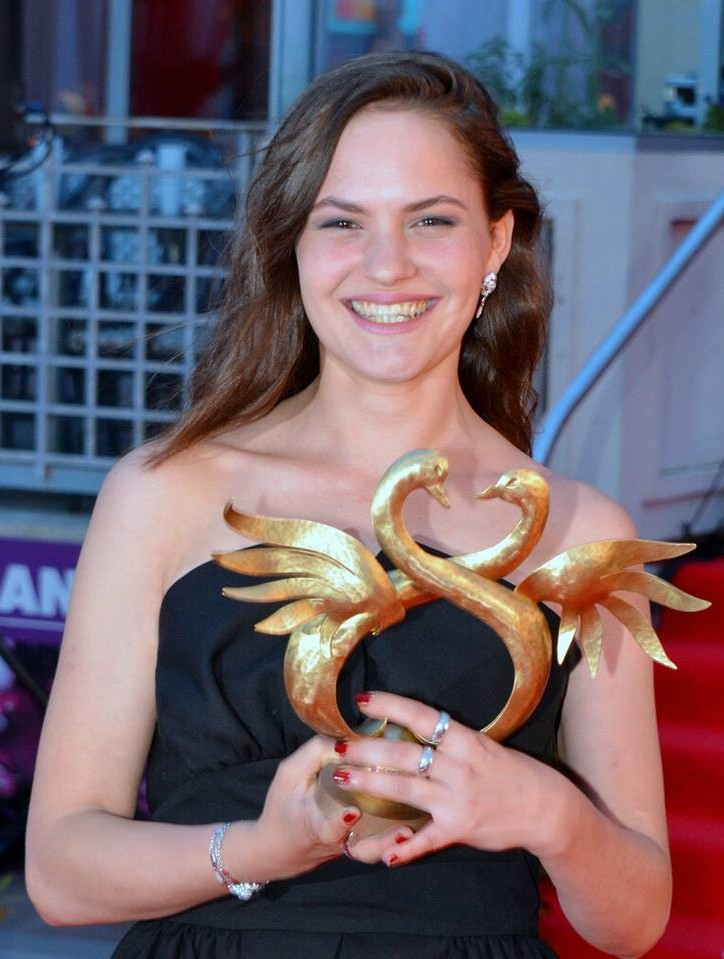
Clémence Boisnard mit dem Swann d’or des Festival du film de Cabourg als Beste Nachwuchsdarstellerin

Die Party ist vorbei war das Langfilmregiedebüt von Marie Garel-Weiss, die zuvor zwei Kurzfilme gedreht und vor allem als Drehbuchautorin tätig gewesen war. Auch für Die Party ist vorbei verfasste sie, gemeinsam mit Salvatore Lista, das Drehbuch. Die Dreharbeiten fanden vom 13. Oktober bis 25. November 2016 in Saint-Joseph, Rive-de-Gier, Saint-Chamond, Lyon und Givors statt. Die Szenen in der Entzugsklinik wurden ab 12. Oktober im ehemaligen Centre de traitement des insuffisances respiratoires in Genilac gedreht, das seit 2014 leer stand und extra für den Film wiederhergerichtet wurde. Die Kostüme schufen Lou Carel und Mildred Giraud, die Filmbauten stammen von Guillaume Deviercy.
Der Film erlebte am 5. Oktober 2017 auf dem Festival de St Jean de Luz seine Premiere und lief am 28. Februar 2018 in den französischen Kinos an. In Deutschland wurde der Film nicht im Kino gezeigt, sondern erlebte am 18. März 2021 auf arte seine Fernsehpremiere, wobei er im Original mit Untertiteln lief.

## Auszeichnungen
Auf dem Festival international des jeunes réalisateurs de Saint-Jean-de-Luz gewann Die Party ist vorbei 2017 den Publikumspreis; zudem wurden beide Hauptdarstellerinnen mit dem Darstellerinnenpreis ausgezeichnet. Auf dem Festival de Sarlat gewannen Zita Hanrot und Clémence Boisnard 2017 ebenfalls gemeinsam den Darstellerinnenpreis; zudem wurde der Film mit dem Salamandre d’Or (Publikumspreis) ausgezeichnet.
Clémence Boisnard wurde 2018 auf dem Festival du film de Cabourg mit dem Swann d’or als Beste Nachwuchsdarstellerin ausgezeichnet. Sie gelangte zudem beim César 2019 in die Vorauswahl für einen César in der Kategorie Beste Nachwuchsdarstellerin.